# Texas Legends
I Texas Legends sono una squadra di pallacanestro di Frisco che milita nella NBA Development League, il campionato professionistico di sviluppo della National Basketball Association.

## Storia della franchigia
La squadra ha debuttato nella stagione 2006-07. I 14ers sono stati chiamati così per i 14.000 piedi (4.267,2 metri) di altezza delle montagne, per le quali il Colorado è famoso.
Nella stagione 2006-07, i 14ers hanno disputato un ottimo campionato e arrivando a giocare i play-off e a vincere il primo titolo di campioni della Western Division, battendo in finale una delle due migliori squadre della lega, gli Idaho Stampede, accedendo così alla finale per il titolo della D-League, persa poi contro i Dakota Wizards, 129 a 121.
Il 23 aprile 2009, i 14ers diventarono campioni della D-League per la prima volta, vincendo le finali contro gli Utah Flash. Il 18 giugno 2009 la D-League decise il trasferimento della squadra a Frisco a partire dalla stagione 2010-2011, e nell'aprile 2010 assunse la denominazione attuale.

## Squadre NBA affiliate
Sono affiliati alle seguenti squadre NBA: Dallas Mavericks.

## Palmarès
- Campione NBA D-League: 1

2009

## Record stagione per stagione
| Stagione       | Division         | Piazzamento      | Vittorie         | Sconfitte        | %                | Play-off |
| -------------- | ---------------- | ---------------- | ---------------- | ---------------- | ---------------- | --- |
| Colorado 14ers |                  |                  |                  |                  |                  | |
| 2006-07        | Western          | 2°               | 28               | 22               | 56,0             | vincono semifinali (Albuquerque) 130-100 vincono finali di conference (Idaho) 94-91 (OT) perdono D-League Finals (Dakota) 129-121 (OT) |
| 2007-08        | Southwest        | 2°               | 29               | 21               | 58,0             | perdono semifinali (Los Angeles) 102-95                                                                                                |
| 2008-09        | Southwest        | 1°               | 34               | 16               | 68,0             | vincono 1º turno (Erie) 129-108 vincono semifinali (Austin) 114-111 vincono D-League Finals (Utah) 2-0                                 |
| Texas Legends  |                  |                  |                  |                  |                  | |
| 2009-10        | attività sospesa | attività sospesa | attività sospesa | attività sospesa | attività sospesa | attività sospesa |
| 2010-11        | Western          | 6°               | 24               | 26               | 48,0             | perdono 1º turno (Tulsa), 2–1 |
| 2011-12        | Western          | 4°               | 24               | 26               | 48,0             | |
| 2012-13        | Central          | 5°               | 21               | 29               | 42,0             | |
| 2013-14        | Central          | 5°               | 24               | 26               | 48,0             | |
| 2014-15        | Southwest        | 4°               | 22               | 28               | 44,0             | |
| 2015-16        | Southwest        | 3°               | 23               | 27               | 46,0             | |
| 2016-17        | Southwest        | 5°               | 25               | 25               | 50,0             | |
| 2017-18        | Southwest        | 3°               | 29               | 21               | 58,0             | perdono 1º turno Rio Grande Valley, 100-107                                                                                            |
| 2018-19        | Southwest        | 4°               | 16               | 34               | 32,0             | |
| 2019-20        | Southwest        | 3°               | 24               | 19               | 55,8             | |
| Regular season | Regular season   | Regular season   | 323              | 320              | 50,2             | 2006-2020 |
| Play-off       | Play-off         | Play-off         | 6                | 4                | 60,0             | 2006-2019 |

## Cestisti
- Antonius Cleveland 2017